# Chaetomosillus dentifemur
Chaetomosillus dentifemur är en tvåvingeart som först beskrevs av Cresson 1925.  Chaetomosillus dentifemur ingår i släktet Chaetomosillus och familjen vattenflugor. Inga underarter finns listade i Catalogue of Life.